# Tenuilongiaphis stata
Tenuilongiaphis stata är en insektsart. Tenuilongiaphis stata ingår i släktet Tenuilongiaphis och familjen långrörsbladlöss. Inga underarter finns listade i Catalogue of Life.